# ATP Taipei 1984
L'ATP Taipei 1984 è stato un torneo di tennis giocato sul sintetico indoor. È stata l'8ª edizione dell'ATP Taipei, che fa parte del Volvo Grand Prix 1984. Il torneo si è giocato a Taipei in Taiwan, dal 29 ottobre al 5 novembre 1984.

## Campioni

### Singolare maschile
Brad Gilbert ha battuto in finale  Wally Masur con il punteggio di 6–3, 6–3

### Doppio maschile
Ken Flach /  Robert Seguso hanno battuto in finale  Drew Gitlin /  Hank Pfister con il punteggio di 6–1, 6–7, 6–2